# Sprengstoffrecht (Deutschland)
Das Sprengstoffrecht regelt den Umgang und den Verkehr mit sowie die Einfuhr und die Durchfuhr von explosionsgefährlichen Stoffen und Sprengzubehör. Wichtigste Rechtsquelle in Deutschland ist das Gesetz über explosionsgefährliche Stoffe.

## Europarechtliche Vorgaben
Die zivile gewerbliche Nutzung von Explosivstoffen ist seit 1998 mehrmals Gegenstand der europäischen Gesetzgebung gewesen. Zu nennen sind:
- die Verordnung (EU) Nr. 98/2013 des europäischen Parlaments und des Rates über die Vermarktung und Verwendung von Ausgangsstoffen für Explosivstoffe
- die Richtlinie 2008/43/EG der Kommission zur Einführung eines Verfahrens zur Kennzeichnung und Rückverfolgung von Explosivstoffen für zivile Zwecke gemäß der Richtlinie 93/15/EWG des Rates
- die Durchführungsrichtlinie 2014/58/EU der Kommission über die Errichtung eines Systems zur Rückverfolgbarkeit von pyrotechnischen Gegenständen gemäß der Richtlinie 2007/23/EG des Europäischen Parlaments und des Rates
- die Richtlinie 2013/29/EU des Europäischen Parlaments und des Rates zur Harmonisierung der Rechtsvorschriften der Mitgliedstaaten über die Bereitstellung pyrotechnischer Gegenstände auf dem Markt (Neufassung) und die
- Richtlinie 2014/28/EU des Europäischen Parlaments und des Rates zur Harmonisierung der Rechtsvorschriften der Mitgliedstaaten über die Bereitstellung auf dem Markt und die Kontrolle von Explosivstoffen für zivile Zwecke (Neufassung).

## Gesetz über explosionsgefährliche Stoffe (SprengG)
Das Gesetz über explosionsgefährliche Stoffe (Sprengstoffgesetz – SprengG) regelt im Wesentlichen den Umgang, den Verkehr und die Einfuhr von explosionsgefährlichen Stoffen. Das SprengG gilt sowohl für den gewerblichen Bereich (z. B. Hersteller, Feuerwerker, Steinbruchbetriebe) als auch den nichtgewerblichen Bereich (z. B. Böllerschützen, Wiederlader). Grundsätzlich dürfen explosionsgefährliche Stoffe in Deutschland nur verwendet werden, wenn sie zuvor zugelassen wurden. Das Zulassungsverfahren wird unten beschrieben. Prinzipiell dürfen explosionsgefährliche Stoffe nur Firmen oder Personen überlassen werden, die eine Erlaubnis besitzen. Ausnahmen von der Erlaubnispflicht sind in der 1. Verordnung zum Sprengstoffgesetz geregelt.
Folgende Erlaubnisarten sind im SprengG verankert:

### Erlaubnis nach § 7 SprengG für den Umgang, Verkehr und Einfuhr von/mit explosionsgefährlichen Stoffen im gewerblichen Bereich
Diese Erlaubnis benötigen Unternehmen, die mit explosionsgefährlichen Stoffen umgehen wollen. Der Umgang im Sinne des SprengG umfasst das Herstellen, Bearbeiten, Verarbeiten, Verwenden, Aufbewahren, Vernichten, Verbringen sowie innerhalb der Betriebstätte das Überlassen, die Empfangnahme und den Transport dieser Stoffe. Somit benötigen Hersteller von explosionsgefährlichen Stoffen eine derartige Erlaubnis, ebenso die Firmen, die solche Stoffe kaufen und verwenden möchten. Typische Erlaubnisinhaber sind:
- Herstellungsbetriebe von gewerblichen und militärischen Sprengstoffen und Munition
- Gewerbliche Wiederlader von Munition
- Feuerwerksfirmen: Abbrennen von Großfeuerwerk
- Steinbruchbetriebe: Durchführung von Gewinnungssprengungen
- Abbruchbetriebe: Abbruch von Gebäuden mittels Sprengung
- Firmen, die im Film- und Fernsehbereich Spezialeffekte mit Hilfe von explosionsgefährlichen Stoffen darstellen
- Entwicklung und Produktion von Sicherheitseinrichtungen in Fahrzeugen wie zum Beispiel Airbags

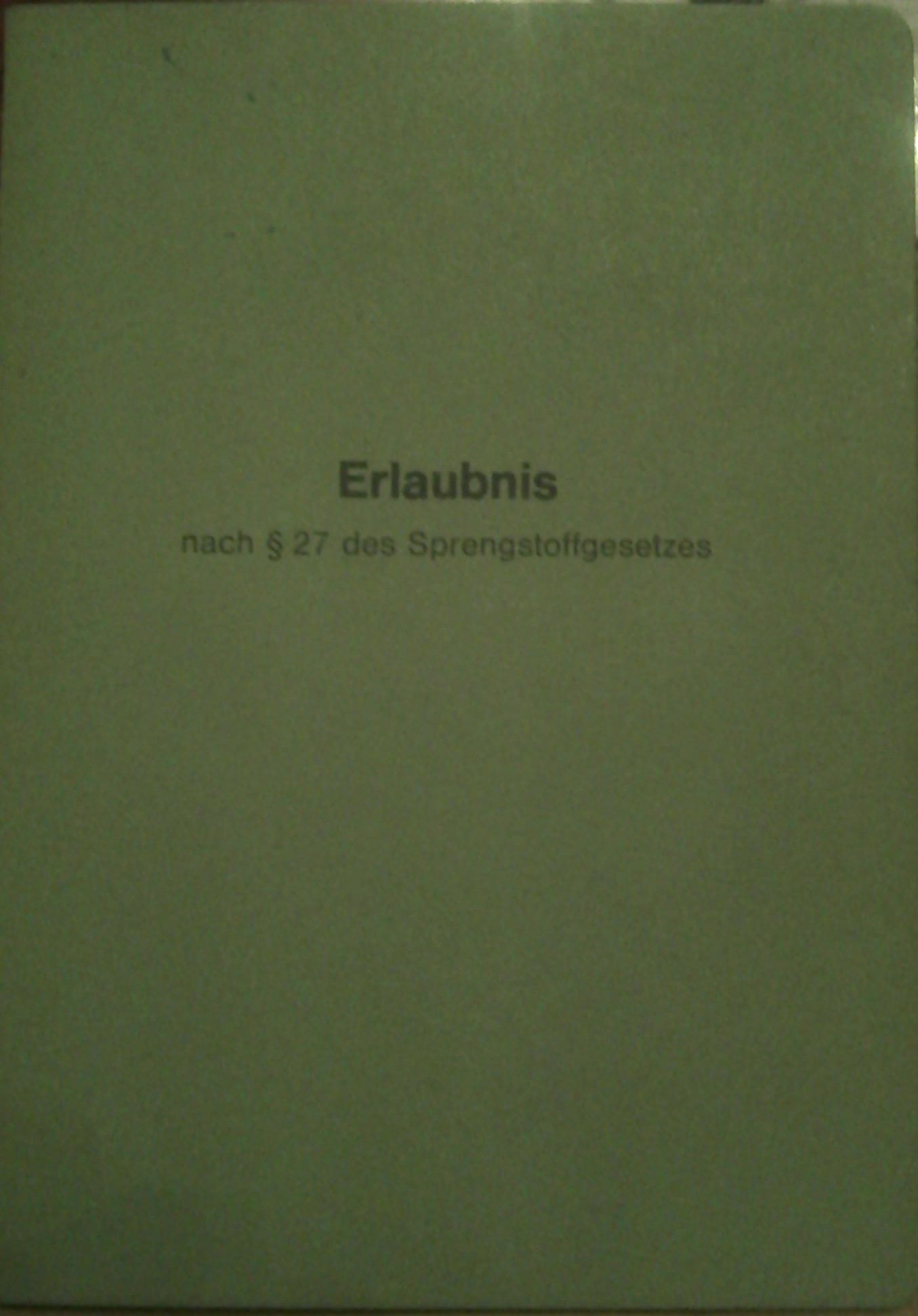
Erlaubnis § 27 SprengG außen

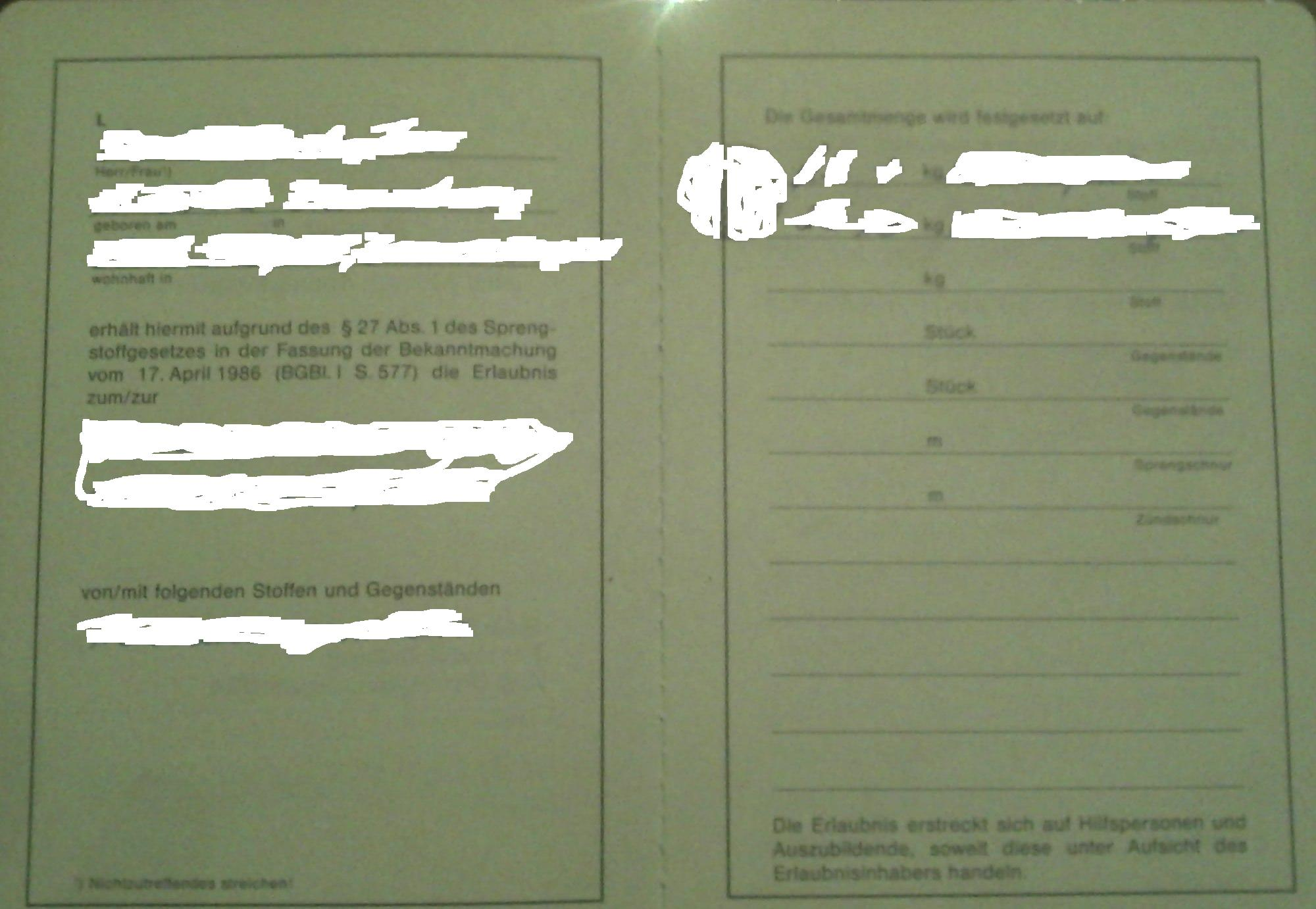
§ 27 SprengG Inhaber und Stoffe

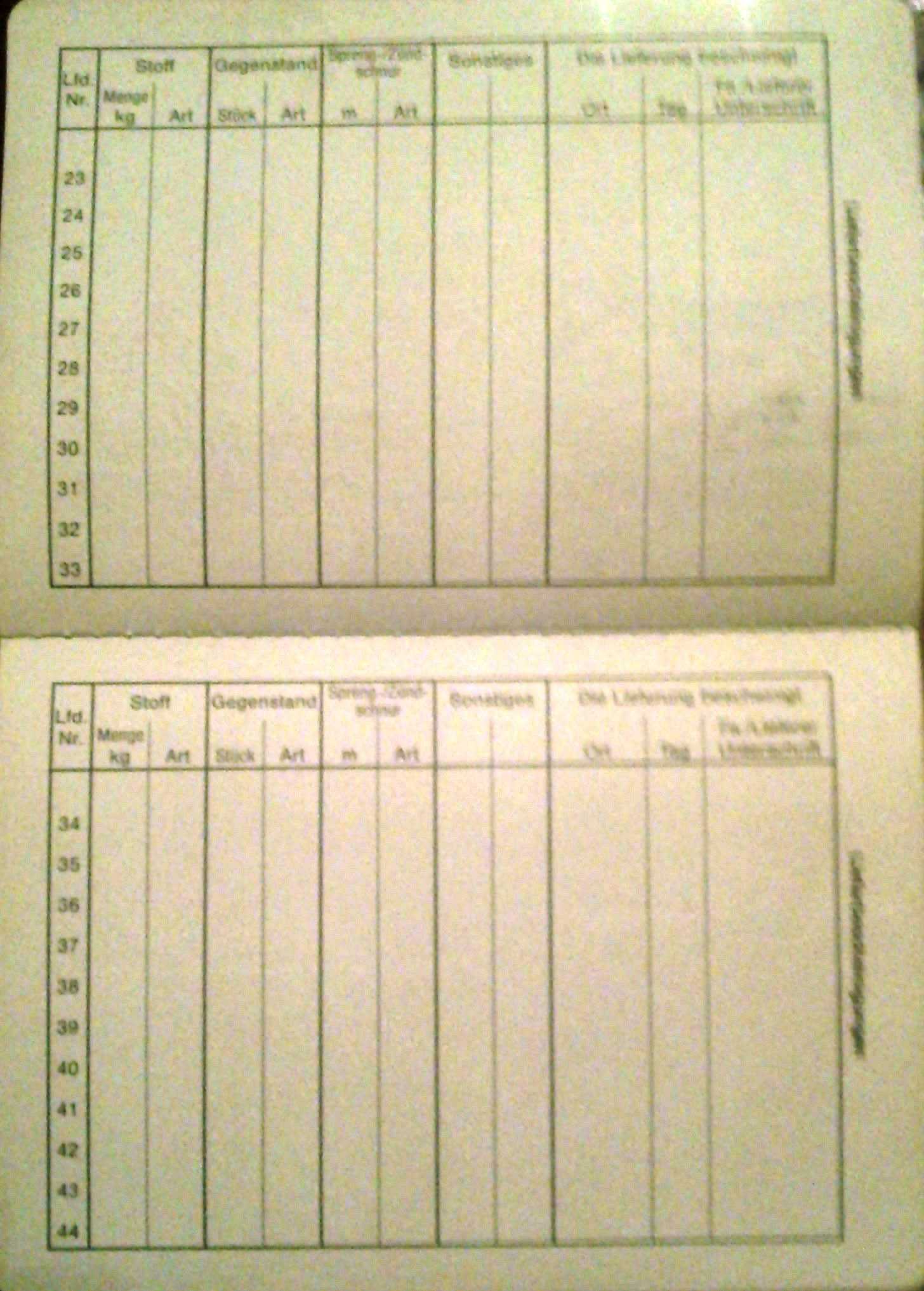
§ 27 SprengG Lieferbescheinigung

### Erlaubnis nach § 27 SprengG für den Umgang und Verkehr mit explosionsgefährlichen Stoffen im nichtgewerblichen Bereich
Der Umgang mit explosionsgefährlichen Stoffen im privaten Bereich ist nur Personen erlaubt, die eine Erlaubnis nach § 27 SprengG besitzen. Typische Beispiele für den privaten Umgang sind:
- Böllerschießen
- Wiederladen von Munition
- Vorderladerschießen

Die Erlaubnis berechtigt zum Erwerb, Transport, Verwenden und Aufbewahren der explosionsgefährlichen Stoffe. Die Einfuhr und auch jedwedes Bearbeiten der Stoffe ist nicht erlaubt. Verboten ist auch das Herstellen von explosionsgefährlichen Stoffen.
Personen, die eine Erlaubnis nach § 27 SprengG beantragen, müssen in der Regel das 21. Lebensjahr vollendet haben und ein Fachkundezeugnis sowie ein waffenrechtliches Bedürfnis (s. o.) nachweisen können. In Ausnahmefällen kann die Behörde Personen ab 18 Jahren zulassen. Des Weiteren erfolgt eine Überprüfung nach dem SprengG, größtenteils identisch mit der Überprüfung gemäß WaffG, auf Zuverlässigkeit und persönliche Eignung, noch vor der Teilnahme an dem entsprechenden Fachkundelehrgang. Spätestens vor Lehrgangsbeginn muss der Teilnehmer seine Unbedenklichkeitsbescheinigung (UB) nach dem SprengG dem Seminarleiter vorlegen.
Die erteilte Erlaubnis wird regelmäßig auf 5 Jahre befristet und nennt den Verwendungszweck, die zu erwerbende Menge und den Stoff im Zeitraum der Gültigkeit. Sämtlicher Bezug von Stoffen, die dem SprengG unterliegen, muss von den Überlassern auf den Seiten mit den Lieferbescheinigungen eingetragen werden. Die Erlaubnis kann nach Ablauf von 5 Jahren verlängert werden, wenn das waffenrechtliche Bedürfnis fortbesteht und Zuverlässigkeit sowie persönliche Eignung gegeben sind. Eine erneute Fachkundeprüfung wird nur gefordert, wenn aufgrund der Lieferbescheinigung ersichtlich ist, dass der Erlaubnisinhaber die genehmigte Tätigkeit in der Vergangenheit nicht ausgeführt hat.
Des Weiteren gilt die Erlaubnis bei Wiederladen von Munition üblicherweise für alle Kaliber der gefertigten Patronen gemäß § 10 WaffG und § 27 SprengG als Erwerbs- und Besitzerlaubnis. Der Inhaber erwirbt von sich selbst. Ein Erwerb von Fabrikmunition im Handel ist nicht möglich. Der Besitz der selbstgefertigten Munition ist bis zu 6 Monate nach Ablauf der Erlaubnis gestattet.
Die von einigen Behörden angewendete Praxis, die Erlaubnis auf Kaliber einer bereits vorhandenen Waffenbesitzkarte WBK zu beschränken, ist im SprengG nicht vorgesehen und wird von den Verwaltungsgerichten regelmäßig kassiert.

### Befähigungsschein nach § 20 SprengG für Beschäftigte, die Umgang mit explosionsgefährlichen Stoffen haben
Beschäftigte, die Umgang mit explosionsgefährlichen Stoffen haben, benötigen für ihre Arbeit einen Befähigungsschein. Für die Erlangung eines Befähigungsscheines sind folgende Voraussetzungen notwendig:
- Mindestalter von 21 Jahren
- Zuverlässigkeit. Die Zuverlässigkeit wird von den Behörden durch die Abfrage von Bundeszentralregister, zentralem staatsanwaltschaftlichem Verfahrensregister und Polizei festgestellt.
- Persönliche Eignung (keine Alkohol- oder Drogensucht, keine Fremd- oder Eigengefährdung)
- Fachkunde. Der Inhaber eines Befähigungsscheines muss einen staatlichen oder staatlich anerkannten Fachkundelehrgang erfolgreich besucht haben. Für die verschiedenen Arbeitsgebiete gibt es bestimmte Lehrgänge, die absolviert werden müssen. Beispielsweise muss jemand, der Gebäude mittels Sprengung abbrechen möchte, den Grundlehrgang „Allgemeine Sprengarbeiten“ und den Sonderlehrgang „Sprengung von Bauwerken und Bauwerksteilen“ erfolgreich absolvieren. Zum Teil ist der Nachweis über regelmäßig besuchte Wiederholungslehrgänge zu erbringen.

Der Befähigungsschein ist bundesweit gültig und darf wegen der grundgesetzlich geschützten Berufsfreiheit nicht auf bestimmte Betriebe beschränkt werden. Für den Erlaubnisinhaber zuständig ist die Sprengstoffbehörde, in deren Bezirk der gewöhnliche Aufenthalt (in der Regel ist dies der Hauptwohnsitz) erfolgt.

### Genehmigung nach § 17 für die Lagerung von explosionsgefährlichen Stoffen
Grundsätzlich ist für die Aufbewahrung von explosionsgefährlichen Stoffen eine Genehmigung nach § 17 SprengG notwendig. In der 2. Verordnung zum Sprengstoffgesetz sind Ausnahmen enthalten, die in Abhängigkeit von der Art und Menge der Stoffe die gesetzliche Befreiung von der Genehmigungspflicht bilden. Die Ausnahmen der 2. SprengV sind in den Anlagen 6 und 6a zur 2. SprengV abgebildet.
Überschreiten die aufzubewahrenden Mengen die Maximalmengen in den Tabellen der Anlagen 6 und 6a, so ist eine Genehmigung nach § 17 SprengG, ab einer Lagerkapazität von 10 Tonnen eine immissionsschutzrechtliche Genehmigung nach § 4 Bundes-Immissionsschutzgesetz notwendig.
Die Genehmigung nach § 17 SprengG schließt andere das Lager betreffende behördliche Entscheidungen – insbesondere baurechtlicher Art – mit ein.
„Die Genehmigungspflicht erstreckt sich auf explosionsgefährliche Stoffe nach § 1 Abs. 1 und Abs. 3 SprengG, zum Sprengen bestimmte explosionsfähige Stoffe, die nicht explosionsgefährlich nach Anlage 1 SprengG sind, Zündmittel und pyrotechnische Gegenstände, andere Gegenstände, die explosionsgefährliche Stoffe nach § 1 Abs. 1 oder Abs. 3 SprengG oder explosionsfähige Stoffe im Sinne des § 1 Abs. 2 Nr. 1 SprengG enthalten.“ (Abschnitt 17 Nr. 1 SprengVwV)
„Nicht der Genehmigungspflicht unterliegen explosionsgefährliche Stoffe, die unter den Voraussetzungen des § 1 Abs. 2 Nr. 2 bis 5 der 2. SprengV von deren Anwendungsbereich ausgenommen sind oder die in kleinen Mengen nach § 6 der 2. SprengV in Verbindung mit Nummer 4 des Anhangs zur 2. SprengV aufbewahrt werden.“ (Abschnitt 17 Nr. 2 SprengVwV)
„Die Genehmigung nach § 17 SprengG ist keine Personalerlaubnis, sondern rein anlagebezogen. Sie wird daher nur versagt, wenn das Lager und dessen Betrieb den nach § 17 Abs. 2 SprengG zu stellenden Anforderungen an den Standort, die Bauweise und die Einrichtung nicht entsprechen. Gegenstand der Prüfung sind die Errichtung, der Betrieb und jede wesentliche Änderung der Beschaffenheit oder des Betriebes eines Lagers (§ 17 Abs. 1 Satz 1 SprengG).“ (Abschnitt 17 Nr. 3 SprengVwV)
„Zur Errichtung gehören der Bau und die Einrichtung eines Lagers.“ (Abschnitt 17 Nr. 4.1 SprengVwV)
„Der Betrieb eines Lagers umfasst die gesamte Betriebsweise einschließlich der Unterhaltung des Lagers.“ (Abschnitt 17 Nr. 4.2 SprengVwV)
„Die Änderung eines Lagers ist als wesentlich anzusehen, wenn die Änderung besorgen lässt, daß zusätzliche oder andere Gefahren für Leben, Gesundheit oder Sachgüter Beschäftigter oder Dritter herbeigeführt werden. (vgl. § 17 Abs. 6 SprengG). Ist die Änderung nicht wesentlich, so ist eine Genehmigung nach baurechtlichen Vorschriften nicht ausgeschlossen.“ (Abschnitt 17 Nr. 4.3 SprengVwV)
„Die Versagungsgründe nach § 17 Abs. 2 SprengG sind abschließend. Liegen Versagungsgründe nicht vor, so hat der Antragsteller einen Rechtsanspruch auf Erteilung der Genehmigung.“ (Abschnitt 17 Nr. 5 SprengVwV)
„Der Versagungsgrund nach § 17 Abs. 2 Nr. 1 SprengG verpflichtet die zuständige Behörde zu prüfen, ob Vorsorge gegen Gefahren für Leben, Gesundheit und Sachgüter Beschäftigter oder Dritter getroffen ist. Die sicherheitstechnischen Anforderungen, die im Einzelnen an die verschiedenen Lager zu stellen sind, sind im Anhang zur 2. SprengV vorgeschrieben und ergeben sich im Übrigen aus den allgemein anerkannten sicherheitstechnischen Regeln. Diese sind insbesondere den Sprengstofflager-Richtlinien zu entnehmen, die vom Bundesminister für Arbeit und Sozialordnung aufgestellt und im Bundesarbeitsblatt, Fachbeilage Arbeitsschutz, bekanntgemacht werden.“ (Abschnitt 17 Nr. 5.1 SprengVwV)
„Zu den anderen öffentlich-rechtlichen Vorschriften im Sinne des § 17 Abs. 2 Nr. 2 SprengG gehören insbesondere Vorschriften des Baurechts und des Immissionsschutzrechts. Außerdem hat die Behörde im Genehmigungsverfahren Belangen des Arbeitsschutzes Rechnung zu tragen.“ (Abschnitt 17 Nr. 5.2 SprengVwV)
„Die zuständige Behörde kann auf schriftlichen Antrag Ausnahmen von den Vorschriften des Anhangs zur 2. SprengV unter den Voraussetzungen des § 3 Abs. 1 der 2. SprengV zulassen. Diese Voraussetzungen sind für die Aufbewahrung pyrotechnischer Gegenstände in Verkaufsräumen von Geschäftshäusern im Sinne der Waren- und Geschäftshausverordnungen der Länder jedenfalls dann gegeben, wenn die in der Anlage genannten Anforderungen erfüllt werden.“ (Abschnitt 17 Nr. 5.3 SprengVwV)
„Die Genehmigung kann inhaltlich beschränkt werden, z. B. auf bestimmte Arten und Mengen explosionsgefährlicher Stoffe; sie kann ferner unter Bedingungen erteilt und mit Auflagen verbunden werden (§ 17 Abs. 3 SprengG).“ (Abschnitt 17 Nr. 6 SprengVwV)
„Soweit Bauteile oder Systeme, insbesondere Schranklager nach ihrer Bauart zugelassen sind, beschränkt sich die Prüfung der Behörde auf die übrigen Bauteile sowie den Standort, die Art des Einbaus und den Betrieb des Lagers. Wegen des Verfahrens der Bauartzulassung wird auf § 5 der 2. SprengV verwiesen.“ (Abschnitt 17 Nr. 7 SprengVwV)

## Verwaltungsvorschrift zum Sprengstoffgesetz
Die Allgemeine Verwaltungsvorschrift zum Sprengstoffgesetz (SprengVwV) konkretisiert das Sprengstoffgesetz.

## Erste Verordnung zum Sprengstoffgesetz (1. SprengV)
Zulassung von explosionsgefährlichen Stoffen, Ausnahmen vom Sprengstoffgesetz, Vertreiben und Überlassen, Fachkunde und Prüfungsverfahren, zuletzt geändert durch Art. 1 der Verordnung vom 11. Juni 2017 (BGBl. I S. 1617)
- Feuerwerkskörper der Kategorien I, II, III, T1 und T2, die in Deutschland verkauft werden, müssen eine Zulassung der Bundesanstalt für Materialforschung und -prüfung haben. Feuerwerkskörper der Kategorie IV (Großfeuerwerk) benötigen hingegen ein neu eingeführtes Qualitätssicherungsverfahren durch eine entsprechend zertifizierte Stelle.

Feuerwerkskörper der Kategorie II (Silvesterfeuerwerk) dürfen außer von Erlaubnisinhabern nach §§ 7, 20 oder 27 SprengG nur an Silvester oder Neujahr und dann auch nur von volljährigen Personen abgebrannt werden. Für diese Gegenstände besteht außerhalb der in § 22 Abs. 1 der 1. SprengV aufgeführten Zeiten ein Verkaufsverbot.
Im Einzelfall sind auf Antrag Ausnahmen von der Verkaufs- und Abbrennzeit durch die zuständige Gemeindeverwaltung (Ortspolizeibehörde/Ordnungsamt) möglich.

## Zweite Verordnung zum Sprengstoffgesetz (2. SprengV)
Aufbewahrung von explosionsgefährlichen Stoffen, zuletzt geändert durch Art. 111 des Gesetzes vom 29. März 2017 (BGBl. I S. 626)

## Dritte Verordnung zum Sprengstoffgesetz (3. SprengV)
Anzeige von Sprengungen, zuletzt geändert durch Artikel 21 des Gesetzes vom 25. Juli 2013 (BGBl. I S. 2749)
Wichtige Bestimmungen
- Feuerwerksraketen oder Modellraketentreibsätze mit mehr als 20 Gramm Nettoexplosivstoffmasse dürfen nur an Inhaber einer Erlaubnis nach § 7 oder § 27 SprengG abgegeben werden.

## Kostenverordnung zum Sprengstoffgesetz (SprengKostV)
Die Gebühren für Amtshandlungen, Prüfungen und Untersuchungen nach dem Sprengstoffgesetz und nach den auf dem Gesetz beruhenden Rechtsverordnungen bestimmen sich nach der Kostenverordnung zum Sprengstoffgesetz (SprengKostV), zuletzt geändert durch Art. 4 des Gesetzes vom 15. Juni 2005 (BGBl. I S. 1626).

## Amtlich anerkannte technische Regeln und Richtlinien
Auf untergesetzlicher Ebene existieren außerdem zahlreiche technische Regeln und Richtlinien zur Bauweise, Lagerung, Kennzeichnung und Diebstahlsicherung explosionsgefährlicher Stoffe sowie für die Durchführung von Sprengarbeiten.